# Greatest Hits (album The Cure)
Greatest Hits – kompilacja zespołu The Cure, wydana w trzech edycjach, zwykłej (CD), rozszerzonej (2 CD) i DVD.
Dnia 22 kwietnia 2017 wydano z okazji Record Store Day specjalne wznowienie na tzw. kolorowym winylu. Ukazały się dwa osobne wydawnictwa dwupłytowe – Greatest Hits (zawierająca podstawowy zbiór 18 singli) i Acoustic Hits (zawierająca akustyczne wersje tychże piosenek).

## Lista utworów
Opracowano na podstawie źródła.

### Edycja zwykła europejsko-amerykańska
1. Boys Don't Cry
2. A Forest (Shortened Edit)
3. Let's Go To Bed
4. The Walk
5. The Lovecats
6. Inbetween Days
7. Close to Me
8. Why Can't I Be You
9. Just Like Heaven
10. Lullaby (Single Mix)
11. Lovesong
12. Never Enough (Single Version)
13. High
14. Friday I'm In Love
15. Mint Car
16. Wrong Number (Single Mix)
17. Cut Here
18. Just Say Yes

### Edycja zwykła brytyjska
1. Boys Don't Cry
2. A Forest (Shortened Edit)
3. Let's Go To Bed
4. The Lovecats
5. The Catterpillar
6. Inbetween Days
7. Close to Me (Closer Mix)
8. Why Can't I Be You
9. Just Like Heaven (Single Mix)
10. Lullaby (Single Mix)
11. Lovesong
12. Pictures of You (Single Mix)
13. Never Enough (Single Version)
14. High
15. Friday I'm In Love
16. Mint Car
17. Wrong Number (Single Mix)
18. Cut Here
19. Just Say Yes

### Edycja rozszerzona
Płyta 1
Jak w zwykłej edycji.
Płyta 2
Wszystkie utwory zagrane akustycznie na żywo w studiu.

### DVD
Teledyski wszystkich utworów, w tym, jako utwory ukryte w wersji europejsko-amerykańskiej te z wersji brytyjskiej i na odwrót oraz sześć nagrań akustycznych (A Forest, The Lovecats, Close To Me, Lullaby, Friday I'm In Love, Just Say Yes).

### Rarytasy
W wydawnictwie można było znaleźć również link do nieaktywnej już strony internetowej thecurehitsus.com, na której znajdowało się 20 niepublikowanych nagrań.
1. “Boy’s Don’t Cry” (Original group demo 1978) [później wydane na Three Imaginary Boys Deluxe Edition]
2. “A Forest” (Group rehearsal 1980)
3. “Let’s Go to Bed” (Original instrumental demo 1982)
4. “Let’s Go to Bed” (12″ Duke Remix)
5. “The Lovecats” (TC & Benny 12″ Remix outtake from Mixed Up) [później wydane na Mixed Up Deluxe Edition]
6. “The Caterpillar” (Live 1984)
7. “Inbetween Days” (Original group demo 1984)
8. “Close to Me” (Original group demo 1984) [później wydane na The Head on the Door Deluxe Edition]
9. “Why Can’t I Be You?” (Demo)
10. “Just Like Heaven” (Instrumental home demo 1985) [później wydane na Kiss Me, Kiss Me, Kiss Me Deluxe Edition]
11. “Lullaby” (Instrumental home demo 1988)
12. “Lovesong” (Original instrumental group demo 1988) [później wydane na Disintegration Deluxe Edition]
13. “Pictures of You” (Instrumental home demo 1988) [później wydane na Disintegration Deluxe Edition]
14. “High” (Demo)
15. “Friday I’m in Love” (Live 1992)
16. “Mint Car” (Simon Gallup’s home instrumental demo 1994)
17. “Wrong Number” (Instrumental home demo 1997)
18. “Wrong Number” (Warm Vocal Mix)
19. “Cut Here” (Instrumental home demo 1997)
20. “Just Say Yes” (Early version 1999)